# St Pancras New Church

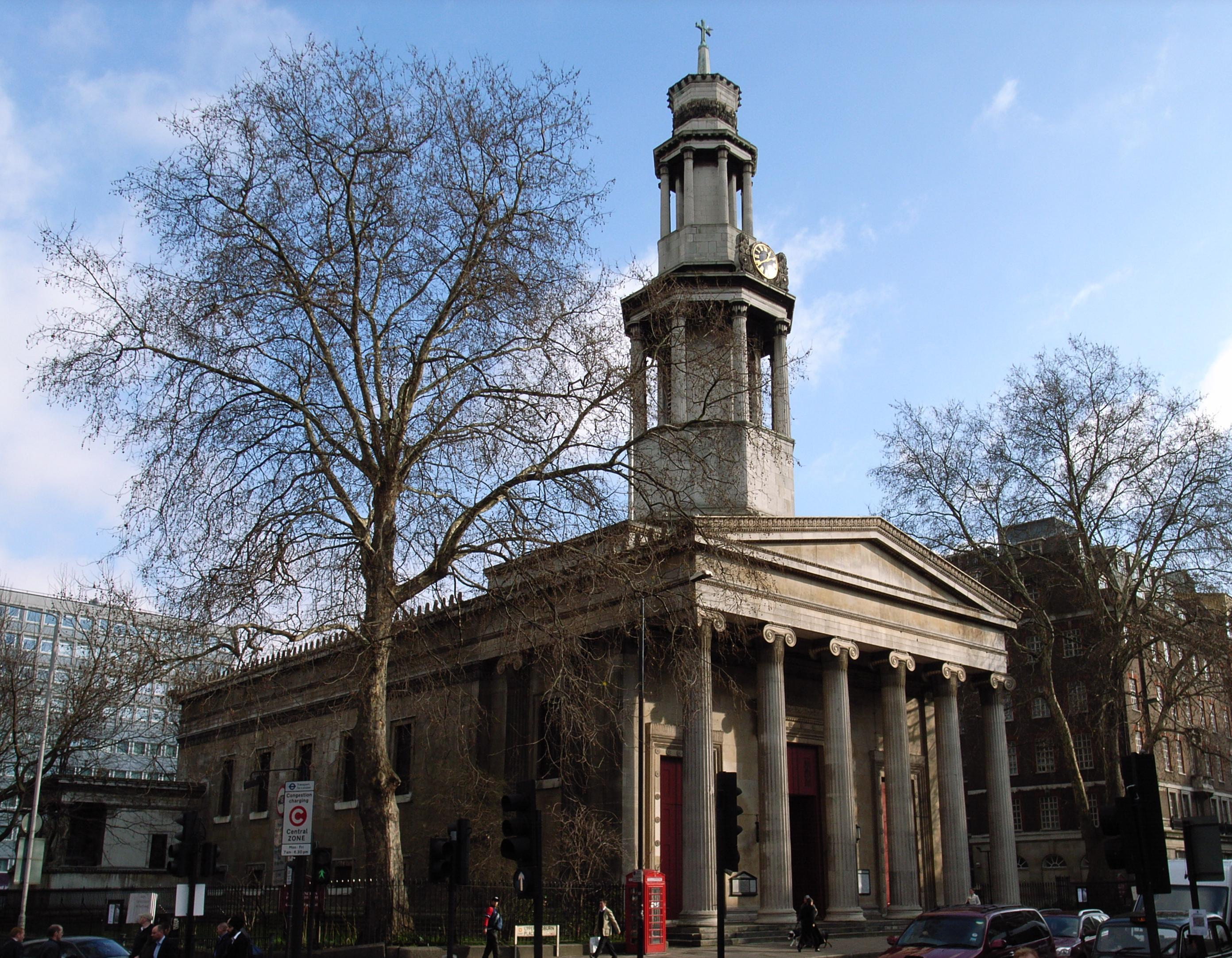
Außenansicht

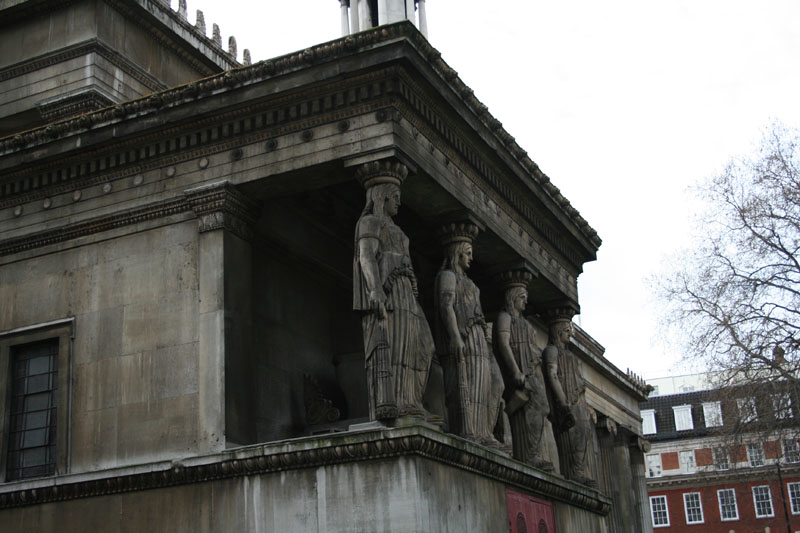
Sakristei

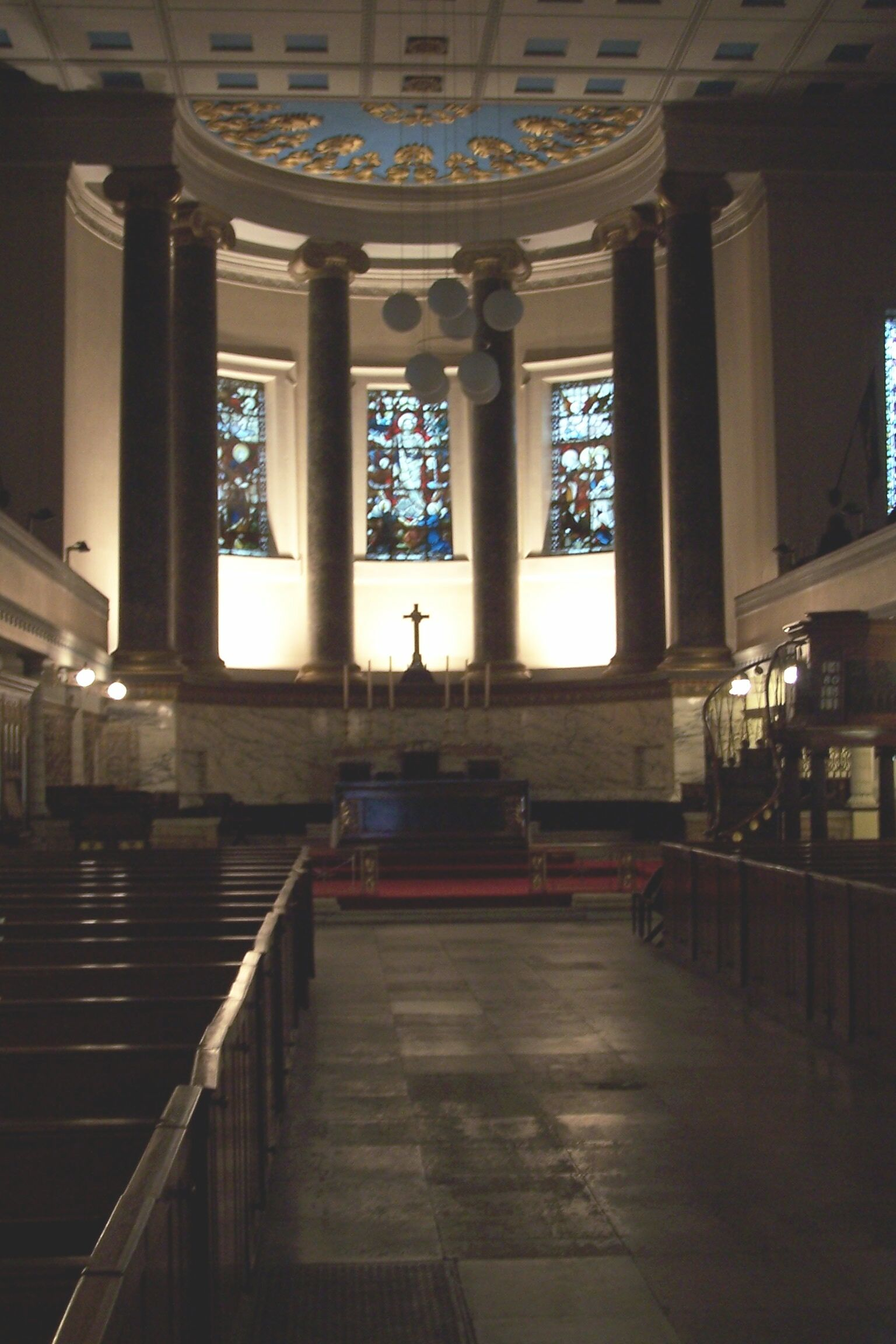
Innenraum

St Pancras New Church ist ein anglikanisches Kirchengebäude im Londoner Innenstadtbezirk Bloomsbury.

## Geschichte
Die Kirche wurde 1819 bis 1822 von Henry William Inwood zusammen mit seinem Vater, dem Architekten William Inwood, errichtet. Die Baukosten von £76.679 (einschließlich Grundstückskauf und Ausstattung) machten sie nach St Paul’s Cathedral zum teuersten Kirchenbau Londons. Den Grundstein der Kirche legte am 1. Juli 1819 Frederick Augustus, Duke of York and Albany, die Weihe fand am 7. Mai 1822 statt.
Der Kirchenbau ist eines der prominentesten Beispiele des Greek Revival in der englischen Architektur. In den Jahren 1818 und 1819 hatte Henry William Inwood zum Studium antiker Architektur Italien und Griechenland bereist und dabei das Erechtheion in Athen aufgemessen, das die wichtigste Inspirationsquelle für seinen Entwurf werden sollte: So wiederholt die Kirchenfassade im Detail die Ostfassade dieses Tempels und die beiden Grabkapellen zu Seiten der Kirche die Korenhalle mit ihren Karyatiden, von denen eine 1811 von Lord Elgin nach Großbritannien gebracht worden war. Für den Kirchturm dienten der Turm der Winde und das Lysikratesmonument in Athen als Vorbild. Die Apsis im Innern der Kirche in Form eines halbierten griechischen Monopteros aus ionischen Säulen gebildet.
Die Orgel hatte bereits ein nach deutschem Vorbild mit Registern in allen üblichen Fußtonlagen voll ausgestattetes Pedal, welche Henry Thomas Smart, der von 1865 bis 1879 hier Organist war, zu vielen Kompositionen mit eigenständigem Pedalpart inspirierte.